# Wie bitte?
wie bitte? war ein österreichisches Infotainment-Magazin des Fernsehsenders ORF 1, das erstmals am 10. April 2007 im Rahmen einer ORF-Programmreform ausgestrahlt wurde. Die Sendung wurde mit 10. März 2009 vom ORF eingestellt.

## Die Sendung
In der Magazin-Sendung wurden Themen behandelt, die sich auf den Alltag beziehen – damit sollte gezielt eine jugendliche Zielgruppe angesprochen werden. Die Sendung legte großen Wert auf eine unkonventionelle, als modern empfundene Behandlung der Themen. Oft spielten die persönlichen Erlebnisse und Empfindungen der Moderatoren und Sendungsgestalter in den Beiträgen eine Rolle.
Von den medialen Kommentatoren, welche die ORF-Programmreform von Beginn an begleiteten, wurde die Sendung kritisch aufgenommen. Die Presse (11. April) fand das Magazin „peinlich“, Der Standard (11. April) kommentierte die Sendung mit „Witz, bitte!“, die Kronen Zeitung (11. April) fragte: „Was soll das?“, der Falter (14. April) attestierte „Anlaufschwierigkeiten, aber Entwicklungspotential“.
Die erste Sendung sahen durchschnittlich 197.000 Zuschauer, im Lauf der Wochen pendelten sich die Zahlen auf durchschnittlich knapp unter 70.000 ein.

### Entwicklung
Die Sendung wurde im Laufe der Zeit immer wieder leicht verändert. Eine Besonderheit stellte die Sendung zu Beginn auch wegen ihrer zwei Außenmoderatoren mit Migrationshintergrund dar. Mit dem Schauspieler Faris Endris Rahoma und dem Rapper Patrick Léon Bongola spielten im ORF in einem Vorabendprogramm (und damit außerhalb der programmrechtlich vorgeschriebenen Minderheiten-Sendungen) Migranten vor der Kamera eine Rolle. Dies wurde von der medialen Kritik wohlwollend aufgenommen, auch wenn es keineswegs wie behauptet eine Premiere war, wie schon die Beispiele Arabella Kiesbauer und Miriam Hie zeigen.
Weitere Außenmoderatoren für die Sendung waren:
- Eva Weissenberger
- Nicola Löwenstein
- Manfred Hoschek

Bis November 2007 wurde die Sendung abwechselnd von den beiden Studiomoderatoren Andi Knoll und Eva Pölzl moderiert. Mit Anfang 2008 wurde das Infomagazin, das ab 10. April von Montag bis Freitag von 17.50 Uhr bis 18.10 Uhr ausgestrahlt worden war, zu einem wöchentlichen Gesellschaftsmagazin umgestellt. Zuletzt wurde die Sendung jeweils dienstags um 23.35 Uhr in ORF 1 ausgestrahlt und am Mittwoch nach der ZiB24 wiederholt. Nach der Umstellung zum Gesellschaftsmagazin wurde die Sendung ausschließlich von Eva Pölzl moderiert.

### Ableger
Im Zeitraum Dezember 2007 bis März 2008 wurde ein Spin-off zur Sendung namens Rat mal, wer zum Essen kommt produziert.